# Lagoa Salgada
Lagoa Salgada este un oraș în Rio Grande do Norte (RN), Brazilia.